# Centris sponsa
Centris sponsa är en biart som beskrevs av Smith 1854. Centris sponsa ingår i släktet Centris och familjen långtungebin. Inga underarter finns listade.